# Heleomicra collessi
Heleomicra collessi är en tvåvingeart som beskrevs av Mcalpine 1985. Heleomicra collessi ingår i släktet Heleomicra och familjen myllflugor. Inga underarter finns listade i Catalogue of Life.